# Венера-11
«Вене́ра-11» — советская автоматическая межпланетная станция (АМС), запущенная по программе исследования планеты Венера.
Старт АМС «Венера-11» был осуществлен 9 сентября 1978 года в 03:25:39 UTC с космодрома Байконур, с помощью ракеты-носителя «Протон-К» с разгонным блоком ДМ. Цель запуска — изучение планеты Венера и межпланетного пространства.
Первоначально «Венера-11» была выведена на орбиту Земли, параметры которой составили: апогей — 205 км, перигей — 177 км, наклонение — 51,5°.
Через пять суток, 14 сентября, стартовала также АМС «Венера-12», которая имела такую же конструкцию, что и «Венера-11».
Вес АМС составил 4715 кг.
Приборы, установленные на АМС, предназначались для изучения гамма-излучения Солнца и Галактики.

## «Конус»
5 марта 1979 года во время эксперимента «Конус», проводившегося на АМС «Венера-11» и «Венера-12», была зафиксирована мощная вспышка гамма-излучения с последующими его пульсациями и, таким образом, впервые наблюдался гамма-пульсар, связываемый ныне с магнетаром:35.

## SIGNE 2
По результатам успешного франко-советского эксперимента СНЕГ/SIGNE (Спектрометр нейтронов и гамма-излучения/фр. de Solar interplanetary gamma neutron experiment) по изучению гамма-излучения Солнца и космического пространства в 1972 году, были сформированы дополнительные программы SIGNE 2 и SIGNE 3. Целью второй программы стало создание сети регистраторов гамма-излучения космического пространства. Регистраторы были установлены на космические станции Венера-11 и Венера-12, а также спутник Прогноз-7. Находясь на значительном удалении друг от друга, регистраторы сформировали триангуляционную сеть, с помощью которой можно было детектировать расположение источника гамма-всплесков в пространстве.
Уникальность эксперимента заключалась в том, что впервые было выполнено наблюдение за всплесками гамма-излучения космического пространства одновременно на трёх одинаковых приборах, расположенных на удалённых друг от друга космических объектах. SIGNE 2 стал одним из самых масштабных исследований гамма-излучения космоса своего времени.
В результате работы сети было выявлено 49 вспышек гамма-излучения, наблюдавшихся в период с сентября 1978 по январь 1980 года, и создан первый в мире каталог подобных объектов.

## Исследование Венеры
23 декабря АМС достигла окрестностей планеты Венера. От орбитального модуля был отделён спускаемый аппарат (СА), который через двое суток, 25 декабря, вошёл в атмосферу Венеры на скорости 11,2 км/с. Торможение и спуск на поверхность происходил в три этапа: первый — аэродинамическое торможение, затем был раскрыт парашют и на последнем этапе вновь аэродинамическое торможение. 25 декабря 1978 года в 06:25 московского времени спускаемый аппарат совершил мягкую посадку на поверхности Венеры. Спуск продолжался приблизительно 1 час. Скорость при посадке составила 7 — 8 м/с. Точка посадки имела координаты: 14° ю. ш. 299° в. д. / 14° ю. ш. 299° в. д.. Информация с поверхности Венеры передавалась через орбитальный модуль, который оставался на орбите. Спускаемый аппарат продолжал работать в течение 95 минут.
Спускаемый аппарат «Венеры-11» не смог передать изображения, так как не открылись защитные крышки камеры. Приборы спускаемого аппарата исследовали тонкий химический анализ состава атмосферы и облаков, спектральный анализ рассеянного в атмосфере солнечного излучения, электрические разряды в атмосфере планеты, измеряли температуру, давление и аэродинамические перегрузки. С орбитального аппарата до февраля 1980 года при полете по гелиоцентрической орбите на Землю передавалась научная информация о межпланетном пространстве.
После отделения спускаемого аппарата, орбитальный модуль пролетел мимо Венеры на расстоянии 35 000 км и затем вышел на гелиоцентрическую орбиту.